# Meir Kahane
Meir Kahane (Brooklyn, 1 de agosto de 1932 - Manhattan, 5 de novembro de 1990), também conhecido pelos pseudónimos Michael King, David Sinai e Hayim Yerushalmi, foi um rabino ortodoxo, activista e deputado israelita, fundador da Liga de Defesa Judaica nos Estados Unidos da América e do Kach em Israel.
Meir Kahane nasceu em Brooklyn numa família de judeus ortodoxos. O seu pai, Yechezkel Shraga Kahane, nasceu em Safed, em Israel, tendo estudado em yeshivot da Polónia e da Checoslováquia. Mais tarde o seu pai mudou-se para os Estados Unidos, onde foi rabino de duas congregações.
Durante a sua adolescência Meir conheceu Zeev Jabotinsky, frequentador habitual da sua casa, tendo aderido à organização Betar, ala dedicada à juventude do movimento do sionismo revisionista.
Em 1947, com quinze anos de idade, Kahane foi detido pela primeira vez por participar numa manifestação na qual atirou pedras contra a limousine do secretário de estado britânico Ernest Bevin, que manifestou a sua relutância ao projecto de criação de estado judaico na Palestina devido à existência de uma população árabe.
Em 1968, Meir Kahane fundou a Liga de Defesa Judaica, organização paramilitar que pretendia combater na área metropolitana de Nova Iorque ataques de carácter anti-semita alegadamente cometidos por membros das Panteras Negras.
Kahane seria detido várias vezes por incitar distúrbios públicos. Em julho de 1971, foi condenado a cinco anos de prisão com pena suspensa e multado com 5 mil dólares na sequência de um julgamento sobre fabricação de explosivos. No mesmo ano mudou-se para Israel, onde fundou o partido Kach (o que significa "desta maneira" em hebraico).
Segundo Kahane toda a Palestina tinha sido dada aos judeus por Deus. Kahane advogava a transferência da população árabe de Israel, que ele considerava como uma ameaça caso um dia esta ultrapassasse numericamente a população judaica. Era igualmente um opositor de judeus seculares (que chamava de "helenistas"), que considerava traidores dado terem absorvido valores externos ao judaísmo. A sua mensagem fez algum eco junto das comunidades judaicas oriundas dos países árabes, cuja situação económica era desfavorável.
Em 1984, foi eleito deputado no parlamento de Israel (Knesset). Entre as suas iniciativas parlamentares, encontraram-se projectos de leis que pretendia ilegalizar o contacto sexual entre judeus e não judeus e retirar a nacionalidade israelita a pessoas que não fossem judeus.
No dia 5 de novembro de 1990, enquanto realizava um discurso numa sala do Marriott Halloran House Hotel em Manhattan (no qual apelava à expulsão dos árabes de Israel). Kahane foi baleado pelo egípcio El Sayyid Nosair. Este julgado e condenado, mas apenas por posse de arma; não foi possível condená-lo por homicídio dado que nenhuma testemunha o viu puxar o gatilho.
No dia do funeral de Kahane uma multidão de simpatizantes do rabino esfaqueou um trabalhador árabe de uma bomba de gasolina e atirou pedras aos jornalistas que cobriam o evento.